# Columba guinea
La paloma de Guinea (Columba guinea) es una especie de ave columbiforme de la familia Columbidae ampliamente distribuida por el África subsahariana.

## Subespecies
Se conocen dos subespecies de Columba guinea:
- Columba guinea guinea Linnaeus, 1758
- Columba guinea phaeonota Gray, G.R., 1856